# Bowie at the Beeb
Bowie at the Beeb — сборник песен Дэвида Боуи, впервые был выпущен в 2000 году. Первоначально сборник содержал три компакт-диска, материал для третьего, бонусного диска, был записан в Portland BBC Radio Theatre, 27 июня 2000 года. Более поздние издания содержат только первые два компакт-диска.
Во время первой штамповки дисков обнаружилась ошибка в списке-композиций, вторая версия песни «Ziggy Stardust» (диск 2, трек 12) была отпечатана на диске два раза, также вместо первой версии этого трека (диск 2, трек 4). Фирма EMI отказалась заменить бракованные версии на исправленные диски, вместо этого разослав покупателям первую версию песни на отдельном диске формата CD-R.

## Список композиций
Все песни написаны Дэвидом Боуи, за исключением отмеченных.
Диск один
1. «In the Heat of the Morning» — 3:02
2. «London Bye Ta Ta» — 2:36
3. «Karma Man» — 3:00
4. «Silly Boy Blue» — 6:08
  - Композиции 1—4 были записаны для радиошоу «John Peel in Top Gear[англ.]», под названием «David Bowie and the Tony Visconti Orchestra», 13 мая 1968 года, композиции 1—3 прозвучали в радиоэфире 26 мая 1968 года.
5. «Let Me Sleep Beside You» — 3:17
6. «Janine» — 3:24
  - Композиции 5—6 были записаны для радиошоу «D.L.T. (Dave Lee Travis Show)[англ.]», под названием «David Bowie and Junior’s Eyes[англ.]», 20 октября 1969 года; ни один из треков не попал в радиоэфир.
7. «Amsterdam» (Жак Брель) — 3:18
8. «God Knows I’m Good» — 3:36
9. «The Width of a Circle» — 5:21
10. «Unwashed and Somewhat Slightly Dazed» — 5:07
11. «Cygnet Committee» — 9:07
12. «Memory of a Free Festival» — 3:18
  - Композиции 7—12 были записаны для «The Sunday Show introduced by John Peel», под названием «David Bowie and the Tony Visconti Trio (aka The Hype)», 5 февраля 1970, они прозвучали в радиоэфире 8 февраля 1970.
13. «Wild Eyed Boy from Freecloud» — 5:55
  - Тринадцатый трек был записан для радиошоу «Sounds of the 70s: Andy Ferris[англ.]», под названием «David Bowie and the Tony Visconti Trio», 25 марта 1970, он прозвучал в радиоэфире 6 апреля 1970.
14. «Bombers» — 3:19
15. «Looking for a Friend» — 3:34
16. «Almost Grown» (Чак Берри) — 2:44
17. «Kooks» — 3:32
18. «It Ain’t Easy» (Рон Дэйвис[англ.]) — 2:51
  - Композиции 14—18 были записаны для радиошоу «In Concert: John Peel», под названием «David Bowie and friends», 3 июня 1971, они прозвучали в радиоэфире 20 июня 1971.

Диск два
1. «The Supermen» — 2:51
2. «Eight Line Poem» — 2:56
  - Композиции 1—2 были записаны для радиошоу «Sounds of the 70s: Bob Harris[англ.]», под названием «David Bowie with Mick Ronson», 21 сентября 1971 года, они прозвучали в радиоэфире 4 октября 1971 года.
3. «Hang on to Yourself» — 2:50
4. «Ziggy Stardust» — 3:26
5. «Queen Bitch» — 2:59
6. «I’m Waiting for the Man» (Лу Рид) — 5:24
7. «Five Years» — 4:24
  - Композиции 3—7 были записаны для радиошоу «Sounds of the 70s: Bob Harris», под названием «David Bowie and The Spiders from Mars», 8 января 1972 года, они прозвучали в радиоэфире 7 февраля 1972 года.
8. «White Light/White Heat» (Рид) — 3:48
9. «Moonage Daydream» — 4:58
10. «Hang on to Yourself» — 2:50
11. «Suffragette City» — 3:28
12. «Ziggy Stardust» — 3:24
  - Композиции 8—12 были записаны для радиошоу «Sounds of the 70s: John Peel», под названием «David Bowie and The Spiders from Mars», 16 мая 1972 года, они прозвучали в радиоэфире 23 мая 1972 года.
13. «Starman» — 4:05
14. «Space Oddity» — 4:16
15. «Changes» — 3:29
16. «Oh! You Pretty Things» — 2:57
  - Композиции 13—16 были записаны для радиошоу Johnnie Walker Lunchtime Show[англ.], под названием «David Bowie and The Spiders from Mars», 22 мая 1972 года, они прозвучали в радиоэфире 5 июня 1972—9 июня 1972 года.
17. «Andy Warhol» — 3:14
18. «Lady Stardust» — 3:21
19. «Rock ’n’ Roll Suicide» — 3:08
  - Композиции 17—19 были записаны для радиошоу «Sounds of the 70s: Bob Harris», под названием «David Bowie and The Spiders from Mars», 23 мая 1972 года, они прозвучали в радиоэфире 19 июня 1972 года.

Диск три
Прилагался в качестве бонус-диска на переиздании сборника в 2000 году, выпущенного ограниченным тиражом.
1. «Wild Is the Wind» (Дмитрий Тёмкин, Нед Вашингтон) — 6:23
2. «Ashes to Ashes» — 5:04
3. «Seven» (Дэвид Боуи, Ривз Гэбрелс) — 4:13
4. «This Is Not America» (Дэвид Боуи, Патрик Метени, Лайл Мэйс) — 3:44
5. «Absolute Beginners» — 6:32
6. «Always Crashing in the Same Car» — 4:07
7. «Survive» (Дэвид Боуи, Ривз Гэбрелс) — 4:55
8. «Little Wonder» (Дэвид Боуи, Ривз Гэбрелс, Марк Плати[англ.]) — 3:49
9. «The Man Who Sold the World» — 3:58
10. «Fame» (Дэвид Боуи, Карлос Аломар, Джон Леннон) — 4:12
11. «Stay» — 5:45
12. «Hallo Spaceboy» (Дэвид Боуи, Брайан Ино) — 5:22
13. «Cracked Actor» — 4:10
14. «I’m Afraid of Americans» — 5:30
15. «Let’s Dance» — 6:20
  - Композиции были записаны в Portland BBC Radio Theatre[англ.], 27 июня 2000 года.

## Участники записи
- Дэвид Боуи — вокал, гитара, клавишные
- The Tony Visconti Orchestra:
  - Херби Флауэрс — бас
  - Барри Морган[англ.] — ударные
  - Джон Маклахлин — гитара
  - Алан Хокшоу — клавишные
  - Тони Висконти — бэк-вокал
  - Стив Перегрин Тук — бэк-вокал
- Junior’s Eyes[англ.]:
  - Мик Уэйн — гитара
  - Тим Ренвик[англ.] — ритм-гитара
  - Джон «Hook» Лодж — бас
  - Джон Кэмбридж — ударные
- «The Tony Visconti Trio» или «The Hype»:
  - Тони Висконти — бас-гитара
  - Мик Ронсон — гитара
  - Джон Кэмбридж — ударные
- David Bowie and friends:
  - Дэвид Боуи — вокал, гитара, клавишные
  - Мик Ронсон — гитара, вокал
  - Тревор Болдер — бас-гитара
  - Мик Вудманси — ударные
  - Марк Карр-Притчард — гитара
  - Джордж Андервуд — вокал
  - Дана Гиллеспи[англ.] — вокал
  - Джеффри Маккормак — вокал
- David Bowie and The Spiders from Mars (диск 2, композиции 3—19):
  - Дэвид Боуи — вокал, гитара
  - Мик Ронсон — гитара, вокал
  - Тревор Болдер — бас-гитара
  - Мик Вудманси — ударные

### Дополнительный персонал
- Ники Грехем — фортепиано (диск 2: треки 8—19)

### Продюсеры
- Берни Эндрюс — продюсер (диск 1: треки 1—4, 13)
- Пит Рицема — звукоинженер (диск 1: треки 1—6), продюсер (диск 2: треки 8—12)
- Алан Харрис — звукоинженер (диск 1: треки 1—4)
- Пол Уильямс — продюсер (диск 1: треки 5—6)
- Джефф Гриффин — продюсер (диск 1: треки 7—12, 14—18, диск 2: треки 3—7, 17—19)
- Тони Уилсон — саунд-баланс (диск 1: треки 7—12)
- Крис Лайсетт — ассистент (диск 1: треки 7—12, саунд-баланс диск 1: треки 14—18, диск 2: треки 3—7, 17—19)
- Ник Гомм — звукоинженер (диск 1: треки 13, диск 2: треки 8—12)
- Джон Этчеллс — ассистент (диск 1: треки 14—18, диск 2: треки 3—7, 17—19)
- Джон Ф. Мьюир — продюсер , (диск 2: треки 1—2)
- Джон Уайт — звукоинженер (диск 2: треки 1—2)
- Билл Айткен — звукоинженер (диск 2: треки 1—2)
- Роджер Пьюзи — продюсер (диск 2: треки 13—16)

## Хит-парады
| Год  | Хит-парад              | Высшая позиция |
| ---- | ---------------------- | -------------- |
| 2000 | Billboard 200          | 181            |
| 2000 | UK Album Charts        | 7              |
| 2000 | Norwegian Album Charts | 22             |